# راسوئرس
راسوئرس دهستانی در استان آبیلای اسپانیا است.
در این دهستان ۳۲۱نفر زندگی می‌کنند. مساحت این دهستان ۴۰٫۶۶ کیلومتر مربع است.